# Ipomoea macrosiphon
Ipomoea macrosiphon är en vindeväxtart som beskrevs av Hallier f. Ipomoea macrosiphon ingår i släktet praktvindor, och familjen vindeväxter. Inga underarter finns listade i Catalogue of Life.